# Kreis Rößel

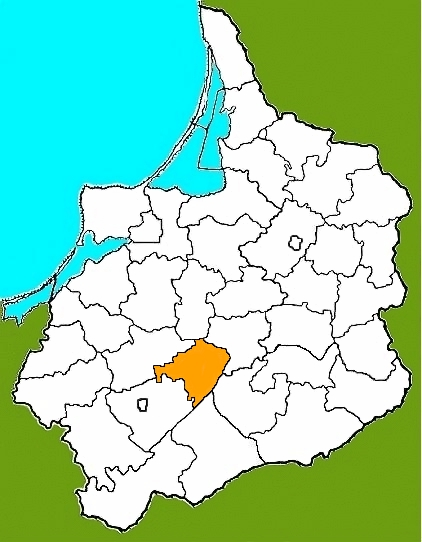
Lage in Ostpreußen

Der Kreis Rößel 1818–1945

Der Kreis Rößel war ein deutscher Landkreis im Regierungsbezirk Königsberg (später Allenstein) der preußischen Provinz Ostpreußen. Er lag im Ermland in der Mitte Ostpreußens und bestand von 1818 bis 1945. Sitz der Kreisverwaltung war zunächst Rößel und ab 1862 Bischofsburg.

## Geographie
Das Gebiet des Kreises war 850,84 km² groß und lag nordöstlich von Allenstein. Die vier Städte des Kreises, Rößel, Bischofsburg, Seeburg und Bischofstein, lagen in den vier Ecken des Kreises und förderten das Wirtschaftsleben. Ein eindeutiges Zentrum hatte der Kreis aber nicht.
Von den Höhenlagen des Baltischen Höhenrückens geht die Landschaft nach Norden in die Schippenbeiler Tiefebene über. Der südwestliche Bereich wird von der Allensteiner Seenplatte berührt, der 10 km² große Daddaisee (heute Jezioro Dadaj) und der Lauternsee (Jezioro Luterskie) waren die größten Seen des Kreises. Nahe dem Lauternsee im Zentrum des Kreises befand sich mit dem 220 Meter hohen Voigtsdorfer Berg der höchste Punkt. Der Nordosten wird vom Fluss Zaine berührt, dem einzigen nennenswerten Fluss des Kreises. Weite Gebiete sind mit Wäldern bedeckt.
Der Kreis Rößel gehörte zu den flächenmäßig kleineren Kreisen Ostpreußens, war jedoch mit zeitweise 61 Einwohnern pro km² der am dichtesten besiedelte Kreis. 1939 lebten im Kreis 51.086 Menschen, davon 88,3 Prozent katholischen Glaubens. Gab es 1890 noch 339 Juden, ging deren Zahl danach ständig zurück: 1925 waren es 132, 1933 nur noch 108. Die polnische Minderheit wurde 1900 mit 14 Prozent angegeben.
Die Städte Bischofstein und Bischofsburg lagen an der Reichsstraße 128 Königsberg–Ortelsburg, und durch Rößel führte die Reichsstraße 141 Allenburg–Bischofsburg. Dazu führten die Bahnlinien Insterburg–Allenstein und Wormditt–Rastenburg durch das Kreisgebiet. Haupterwerbsquellen waren die Land- und Forstwirtschaft, nennenswerte Industrie hatte sich nicht angesiedelt.

## Geschichte

### Vorgeschichte
Die Geschichte des Kreises wurde lange Zeit durch das Bistum Ermland bestimmt, das über mehrere Jahrhunderte ein geistlich-souveränes Territorium darstellte. Es entstand 1243 und wurde verwaltungsmäßig in zehn Kammerämter aufgeteilt, von denen sieben dem ermländischen Bischof und drei dem Domkapitel unterstellt waren. Das Gebiet des späteren Kreises lag in den Kammerämtern Rößel und Seeburg, die zum bischöflichen Herrschaftsbereich gehörten. Im Ergebnis des zweiten Thorner Friedens von 1466 kam das gesamte Bistum Ermland unter polnische Oberhoheit, die bis zur ersten polnischen Teilung von 1772 andauerte. Danach kam es zu Preußen und verlor gleichzeitig seine Selbständigkeit.
Nach der Einbindung in den preußischen Staat wurden im Ermland 1773 zunächst die beiden landrätlichen Kreise Braunsberg und Heilsberg eingerichtet, die beide der Kriegs- und Domänenkammer Königsberg zugeordnet wurden.

### Seit 1818

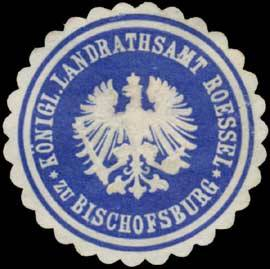
Siegelmarke Königliches Landratsamt Rössel-Ostpreußen

Im Rahmen der preußischen Verwaltungsreformen ergab sich die Notwendigkeit einer umfassenden Kreisreform in ganz Ostpreußen, da die 1752 bzw. 1773 eingerichteten Kreise sich als unzweckmäßig und zu groß erwiesen hatten. Im Ermland wurde aus dem südöstlichen Teil des alten Kreises Heilsberg mit Wirkung vom 1. Februar 1818 der neue Kreis Rößel gebildet. Er umfasste im Wesentlichen das Gebiet der vormaligen ermländischen Kammerämter Rößel und Seeburg, nämlich die katholischen Kirchspiele:
- Bischofsburg
- Bischofstein
- Frankenau
- Freudenberg
- Glockstein
- Groß Bössau
- Groß Köllen
- Lautern
- Legienen
- Plausen
- Prossitten
- Rössel
- Santoppen
- Seeburg
- Sturmhübel

Zunächst wurde Rößel als Kreisstadt bestimmt, 1862 wurde das Landratsamt jedoch nach Bischofsburg verlegt. Anfangs unterstand der Kreis dem preußischen Regierungsbezirk Königsberg; am 1. November 1905 erfolgte die Zuordnung zum neu gegründeten ostpreußischen Regierungsbezirk Allenstein.

### Vom Ende des Ersten Weltkriegs bis heute
Bei der nach dem Ersten Weltkrieg im Versailler Vertrag vorgeschriebenen Volksabstimmung über die Zugehörigkeit zum Deutschen Reich oder zu Polen entschieden sich am 11. Juli 1920 88,7 Prozent der Stimmberechtigten für einen Verbleib bei Ostpreußen.
Gegen Ende des Zweiten Weltkriegs besetzte Ende Januar 1945 die Rote Armee ohne wesentliche Kampfhandlungen den Kreis Rößel. Erst nach der Besetzung wurden die Städte und Dörfer von Truppen der Roten Armee zum Teil durch Brandstiftung zerstört.
Im März 1945 unterstellte die Rote Armee das Kreisgebiet zusammen mit der südlichen Hälfte Ostpreußens der Verwaltung der Volksrepublik Polen. Diese besiedelte es nach Flucht und Vertreibung nahezu der gesamten einheimischen Bevölkerung mit Polen, die zum Teil aus den an die Sowjetunion gefallenen Gebieten östlich der Curzon-Linie kamen.
Das Kreisgebiet ist heute auf die polnischen Kreise Powiat Bartoszycki (Kreis Bartenstein), Powiat Kętrzyński (Kreis Rastenburg) und Powiat Olsztyński (Kreis Allenstein) aufgeteilt.

## Einwohnerentwicklung
| Jahr | Einwohner | Quelle |
| ---- | --------- | ------ |
| 1818 | 22.324    | [ 3 ]  |
| 1846 | 38.216    | [ 4 ]  |
| 1871 | 49.399    | [ 5 ]  |
| 1890 | 49.329    | [ 6 ]  |
| 1900 | 50.300    | [ 6 ]  |
| 1910 | 50.472    | [ 6 ]  |
| 1925 | 48.965    | [ 6 ]  |
| 1933 | 50.311    | [ 6 ]  |
| 1939 | 51.086    | [ 6 ]  |

## Politik

### Landräte
- 1818–184300Otto Benjamin von Knobloch (1770–1848)[7]
- 1843–185000Moritz von Lavergne-Peguilhen
- 18500000000von Hintzmann
- 1852–187400Adelbert von Schroetter
- 1874–187600Friedrich von Puttkammer[8]
- 1876–188400Emil Brunner
- 1884–188500Heinrich Maurach
- 1885–188800Henning von Puttkammer
- 1888–191400Albrecht von Perbandt (1853–1914)[9]
- 1914–191500Otto Eisenblätter (vertretungsweise)
- 1915–192100Josef Waldhausen (1882–1945)[10]
- 1921–193300Hugo Neumann
- 19330000000Nikolaus (vertretungsweise)
- 19330000000Hermann (vertretungsweise)
- 1933–193700Franz von Lüninck (1897–1984)[11]
- 19370000000Otto Braun

### Wahlen
Im Deutschen Kaiserreich bildete der Kreis Rößel zusammen mit dem Kreis Allenstein den Reichstagswahlkreis Königsberg 9. Dieser stark katholisch geprägte Wahlkreis wurde bei fast allen Reichstagswahlen zwischen 1871 und 1912 von Kandidaten der Deutschen Zentrumspartei gewonnen. Lediglich bei der Reichstagswahl 1893 konnte mit Anton von Wolszlegier ein Vertreter der Polnischen Fraktion das Mandat gewinnen.

## Gemeinden
Im Jahre 1908 umfasste der Kreis 118 Städte, Gemeinden und Gutsbezirke. Zum Ende seines Bestehens im Jahr 1945 umfasste der Kreis Rößel noch vier Städte und 81 Landgemeinden:
- Adlig Wolken
- Atkamp
- Bansen
- Begnitten
- Bergenthal
- Bischdorf
- Bischofsburg, Stadt
- Bischofstein, Stadt
- Bredinken
- Buchenberg
- Bürgerdorf
- Damerau
- Elsau
- Fleming
- Frankenau
- Freudenberg
- Fürstenau
- Gerthen
- Glockstein
- Groß Bößau
- Groß Köllen
- Groß Mönsdorf
- Großwolken
- Heinrichsdorf
- Kabienen
- Kekitten
- Klackendorf
- Klawsdorf
- Klein Bößau
- Kleisack
- Komienen
- Krämersdorf
- Krausen
- Krausenstein
- Krokau
- Labuch
- Landau
- Lautern
- Legienen
- Lekitten
- Linglack
- Lokau
- Loßainen
- Modlainen
- Molditten
- Nassen
- Neudims
- Ottern
- Paudling
- Plausen
- Plößen
- Polkeim
- Porwangen
- Prossitten
- Raschung
- Ridbach
- Robaben
- Rochlack
- Rosenschön
- Rößel, Stadt
- Rothfließ
- Samlack
- Santoppen
- Sauerbaum
- Scharnigk
- Schellen
- Schönborn
- Schöndorf
- Schöneberg
- Seeburg, Stadt
- Soweiden
- Sternsee
- Stockhausen
- Sturmhübel
- Teistimmen
- Tollnigk
- Tornienen
- Voigtsdorf
- Waldensee
- Walkeim
- Wangst
- Wengoyen
- Willims
- Wonneberg
- Zehnhuben

Vor 1945 aufgelöste Gemeinden
- Bodzianowo, am 30. September 1928 zu Bansen
- Plönhöfen, vor 1910 zu Loszainen
- Potritten, am 30. September 1928 zu Walkeim
- Zabrodzin, am 30. September 1929 zu Schöndorf

## Ortsnamen
Im Verlauf des 20. Jahrhunderts, zuletzt 1938, wurden mehrere Gemeinden umbenannt:
- Adlig Wolka → Adlig Wolken (1938)
- Bodzianowo → Buchental (1930)
- Bukowagurra → Buchenberg (1927)
- Görkendorf → Teistimmen (1928)
- Groß Bössau → Groß Bößau (1927)
- Dembowo, Forsthaus → Stockhausen, Forsthaus (1930)
- Dembowo, Kolonie → Diborn, Kolonie (1938)
- Groß Ottern → Ottern (1928)
- Groß Wolka → Großwolken (1938)
- Klein Bössau → Klein Bößau (1927)
- Kramarka → Krammen (1938)
- Labendzowo → Legienen (1932)
- Loszainen → Loßainen (1936)
- Orlowo → Orlen (1938)
- Pissau → Waldensee (1910)
- Robawen → Robaben (1938)
- Sasdrosz → Falkenheim (1930)
- Stanislewo → Sternsee (1931)
- Striewo → Stockhausen (1928)
- Zabrodzin → Schöndorf (1929)